# David Watkin
David Watkin, född 1925 i Margate, död 2008 i Brighton, var en brittisk filmfotograf. Han vann en Oscar för bästa foto för sitt arbete med Mitt Afrika (1985).

## Filmografi (i urval)
- 1985 – Mitt Afrika